# Carl Fromme (Physiker)
Carl Friedrich Ferdinand Fromme (* 11. Juni 1852 in Kassel; † 13. Februar 1945 in Gießen) war ein deutscher Physiker, Mathematiker, Geodät sowie Hochschullehrer.

## Leben und Werk
Der gebürtige Kasseler Carl Fromme, Sohn eines mittleren Beamten aus dem kurhessischen Staatsdienst, studierte nach dem Abitur Mathematik, Physik sowie beschreibende Naturwissenschaften an der Philipps-Universität Marburg, vier Semester später wechselte er an die Georg-August-Universität Göttingen, dort erfolgte 1873 seine Promotion zum Dr. phil. Im Anschluss trat er eine Stelle als Wissenschaftlicher Assistent am dortigen Physikalischen Institut an, 1875 habilitierte er sich als Privatdozent für die Fächer theoretische Physik sowie Geodäsie.
Im Jahr 1880 erhielt Carl Fromme auf Vorschlag des damals an der Justus-Liebig-Universität Gießen wirkenden Physikers Wilhelm Conrad Röntgen den außerordentlichen Lehrstuhl für theoretische Physik sowie Geodäsie, zusätzlich wurde er dort zum Institutsdirektor bestellt. Dem 1894 zum ordentlichen Honorarprofessor Beförderten wurde 1911 der Titel Geheimer Hofrat verliehen. Vier Jahre nach seiner Ernennung zum planmäßigen ordentlichen Professor wurde er 1925 emeritiert. Carl Fromme publizierte zahlreiche Forschungsbeiträge über Elektrizitätslehre sowie Magnetismus, zumeist in den Annalen der Physik.
Fromme war der Gründer des Stadttheaters Gießen.
Carl Fromme war mit der aus einer wohlhabenden Göttinger Bürgerfamilie stammenden Henriette geborene Bandmann verheiratet. Aus dieser Ehe entstammten vier Kinder, darunter der als einer der letzten Universalchirurgen geltende Albert Fromme.

## Schriften
- Die Magnetisierungs-Funktion einer Kugel aus weichem Eisen für starke magnetisierende Kräfte. Inaugural-Dissertation. Gotthelft, Kassel 1874.
- Magnetische und elektrische Untersuchungen. In: Annalen der Physik, Leipzig 1877.
- Ueber die gegenseitige Abhängigkeit von magnetisierender Kraft, temporärem und remanenten Magnetismus. 5. Mai 1877 Göttingen
- Ueber den Einfluss, welchen bei der Magnetisieren durch den galvanischen Strom gewisse Modifikationen des Versuchs auf Grösse und Zustand des zu erzeugenden Magnetismus ausüben. 4. August 1877 Göttingen
- Ueber die konstanten Ketten von Bunsen, Grove und Daniell. In: Annalen der Physik, Leipzig 1879.
- Die Forstvermessung. In: Lorey’s Handbuch der Forstwissenschaft, 3. Laupp, Tübingen 1903.